# João Carlos Bozzo Nascimento
João Carlos Bozzo Nascimento (Lins, 24 de julho de 1943 - São Paulo, 5 de março de 2017), também conhecido como Midnight ou João Carlos "play-boy", foi um ator, publicitário e produtor de televisão brasileiro. Em seus últimos anos trabalhava com eventos.

## Carreira

### Produções
- 1970-1985 - Produtor de comerciais para rádio e televisão, produzindo mais de 500 comerciais, sendo alguns premiados.

### Na televisão
- 1966-???? - Buffalo Bill (Buffalo Bill)
- 1969-1970 - A Cabana do Pai Tomás (Bêbado)
- 1968-1969 - Beto Rockfeller (Vadeco)
- 1968 - O Santo Mestiço (Heitor)

### No cinema
- 1971-1972 - Alguém - (baseado no conto "O Mudo" de André Carneiro)